# 左顯記
左顯記創立於1945年，主要產品為蠔油等調味醬料。1994年開拓北美市場，並在紐約成立Accord Food Inc (Accord Foods Inc.961 Lyell Avenue Rochester, NY 14606 U.S.A.)